# ニシモリタイランチョウ
ニシモリタイランチョウ（学名Contopus sordidulus）は、スズメ目タイランチョウ科に分類される鳥類の一種。